# Werner Horn

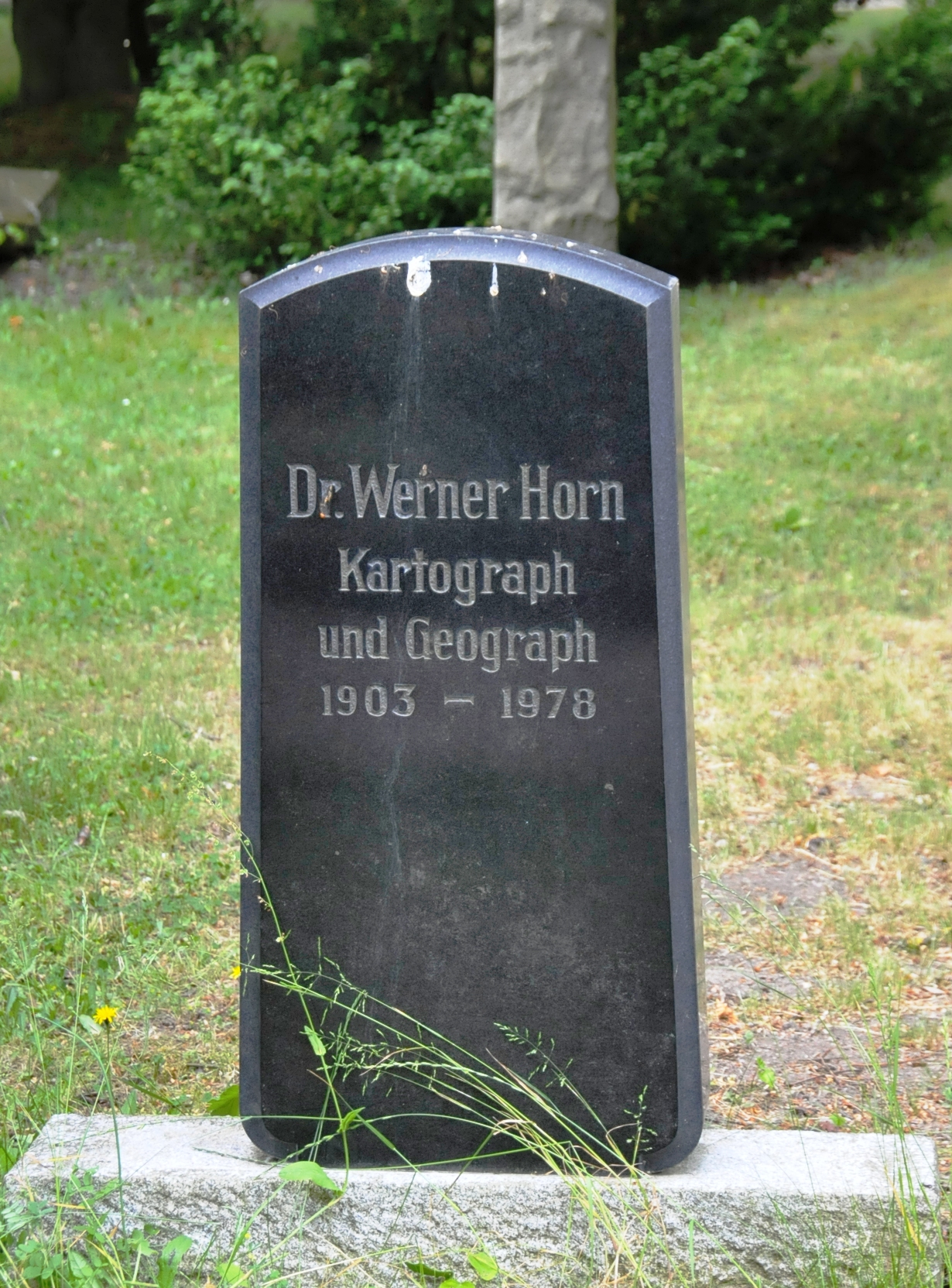
Grafsteen Werner Horn

Werner Friedrich Hermann Horn (Allenstein, 19 april 1903 - Gotha, 8 december 1978) was een Duitse  geograaf en cartograaf.
In 1940 werd hij werknemer van Uitgeverij Justus Perthes in Gotha. Na het einde van de Tweede Wereldoorlog werd hij werknemer van de cartograaf Hermann Haack, die door de toenmalige Sovjetbezettingsmacht was teruggeroepen naar het oude bedrijf van Perthes. Dit werd in 1955 omgevormd tot "VEB Hermann Haack Geographic Cartographic Institute Gotha", waar hij werkte tot aan zijn dood in 1978, toen hij 75 jaar oud was. Van 1954 tot 1968 was hij hoofdredacteur van Petermann’s Geographische Mitteilungen.
Horn liet een deel van zijn erfenis na aan de Gotha-musea. In 2008 werd de bibliotheek eigendom van de Vrijstaat Thüringen, vertegenwoordigd door het Rijksarchief Gotha, aangezien de Stiftung Schloss Friedenstein, Museum voor Regionale Geschiedenis en Folklore, dat tot dan toe het beheer had gehad, zich met betrekking tot zijn dienstbibliotheek en om capaciteitsredenen had geheroriënteerd.
Horn werd begraven op de belangrijkste begraafplaats in Gotha, waar zijn grafsteen te vinden is in het erebos.

## Bron
- Archivportal Thüringen